# St. Martinus University Faculty of Medicine
De St. Martinus University Faculty of Medicine (SMU) is een private universiteit voor geneeskunde in Willemstad, Curaçao.
De universiteit werd geopend in 2003. Sinds 2013 is de universiteit ook toegelaten voor het leenstelsel voor studies in Canada.Deze universiteit is in 2023 verhuisd naar Santa Rosaweg Campus onder het nieuwe management.